# Anabarhynchus noosa
Anabarhynchus noosa är en tvåvingeart som beskrevs av Lyneborg 2001. Anabarhynchus noosa ingår i släktet Anabarhynchus och familjen stilettflugor. Inga underarter finns listade i Catalogue of Life.